# Легка атлетика на літніх Олімпійських іграх 2008 — біг на 3000 метрів з перешкодами (чоловіки)
Змагання з бігу на 3000 метрів з перешкодами серед чоловіків на Олімпійських іграх 2008 року у Пекіні проходили з 16 по 18 серпня на національному стадіоні Пекіна.
Кваліфікаційні нормативи дорівнювали 8:24.60 (стандарт А) і 8:32.00 (стандарт B)

## Рекорди
Олімпійський і світовий рекорди до початку Олімпійських ігор.
| Світовий рекорд     | 7:53.63 | Саїф Саїд Шахин · Катар | 3 вересня 2004  | Брюссель |
| Олімпійський рекорд | 8:05.51 | Джуліус Каріукі · Кенія | 30 вересня 1988 | Сеул     |

Рекорди залишилися не побитими.

## Медалісти
| Золото                 | Срібло                            | Бронза                  |
| Брімін Кіпруто · Кенія | Маєдін Мекіссі-Бенаббад · Франція | Річард Матілонґ · Кенія |

## Фінал
|       |           |                         |         |
| Місце | Країна    | Атлет                   | Час     |
| 1     | Кенія     | Брімін Кіпруто          | 8:10.34 |
| 2     | Франція   | Маєдін Мекіссі-Бенаббад | 8:10.49 |
| 3     | Кенія     | Річард Матілонґ         | 8:11.01 |
| 4     | Ефіопія   | Якоб Джарсо             | 8:13.47 |
| 5     | Франція   | Буабделлах Тахрі        | 8:14.79 |
| 6     | Австралія | Юсеф Абді               | 8:16.37 |
| 7     | Кенія     | Езекіль Кемб            | 8:16.38 |
| 8     | Катар     | Алі Абубакер Камал      | 8:16.59 |
| 9     | Уганда    | Бенджамін Кіплагат      | 8:20.37 |
| 10    | Швеція    | Мустафа Мохамед         | 8:20.69 |
| 11    | Бахрейн   | Тарек Тагер             | 8:21.59 |
| 12    | Молдова   | Йон Лучиянов            | 8:27.82 |
| 13    | США       | Ентоні Фаміглієтті      | 8:31.21 |
| 14    | ПАР       | Рубен Рамолефі          | 8:34.58 |
| 15    | Марокко   | Абделкадер Гачлаф       | 9:02.06 |

## Попередні забіги
| Перший забіг |                |                     |          |
| Місце        | Країна         | Спортсмен           | Час      |
| 1            | Франція        | Боабделья Тахрі     | 8:23.42Q |
| 2            | Кенія          | Брімін Кіпруто      | 8:23.53Q |
| 3            | Марокко        | Абделкадер Гачлаф   | 8:23.62Q |
| 4            | Бахрейн        | Тарек Мубарак Тагер | 8:23.66Q |
| 5            | Ефіопія        | Наом Месфін         | 8:23.82  |
| 6            | Росія          | Ільдар Міншін       | 8:26.85  |
| 7            | Польща         | Томаш Шимковяк      | 8:29.37  |
| 8            | Алжир          | Рабія Маклоуфі      | 8:29.74  |
| 9            | Японія         | Йошітака Івамузу    | 8:29.80  |
| 10           | Латвія         | Валеріїс Жолнеровіч | 8:37.65  |
| 11           | Португалія     | Алберто Пауло       | 8:39.11  |
| 12           | Іспанія        | Рубен Паломекью     | 8:58.50  |
| Італія       | Маттео Віллані | ab.                 |          |

| Другий забіг |                   |                    |               |
| Місце        | Країна            | Спортсмен          | Час           |
| 1            | Ефіопія           | Якоб Джарсо        | 8:16.88Q (PB) |
| 2            | Франція           | Махідін Мекхіссі   | 8:16.95Q (SB) |
| 3            | США               | Ентоні Фамігльєтті | 8:17.34Q (PB) |
| 4            | Кенія             | Езекіль Кемб       | 8:17.55Q      |
| 5            | Швеція            | Мустафа Могамед    | 8:17.80q      |
| 6            | Австралія         | Юсеф Абді          | 8:17.97q (PB) |
| 7            | Молдова           | Йон Лучиянов       | 8:18.97q (RN) |
| 8            | Словенія          | Бостьян Бук        | 8:21.24       |
| 9            | Марокко           | Браїм Талеб        | 8:23.09       |
| 10           | Велика Британія   | Ендрю Лемончело    | 8:36.06       |
| 11           | США               | Вільям Нельсон     | 8:36.66       |
| 12           | Іспанія           | Хосе Луїс Бланко   | 8:37.37       |
| 13           | Саудівська Аравія | Алі Ахмед Ал-Амрі  | 9:09.73       |
|              | Фінляндія         | Юка Кескісало      | non-partant   |

| Третій забіг |           |                    |               |
| Місце        | Країна    | Спортсмен          | Час           |
| 1            | ПАР       | Рубен Рамолефі     | 8:19.86Q (PB) |
| 2            | Кенія     | Річард Матілонґ    | 8:19.87Q      |
| 3            | Уганда    | Бенжамін Кіплагат  | 8:20.22Q      |
| 4            | Катар     | Абубакер Алі Камал | 8:21.85Q      |
| 5            | Іспанія   | Елісео Мартін      | 8:23.19(SB)   |
| 6            | Марокко   | Хамід Еззін        | 8:27.45       |
| 7            | Франція   | Вінсент Зоуоуї     | 8:27.91       |
| 8            | Ефіопія   | Роба Ґарі          | 8:28.27       |
| 9            | США       | Джошуа Макадамс    | 8:33.26       |
| 10           | Росія     | Павел Потапович    | 8:36.29       |
| 11           | Бельгія   | П'єтр Десмет       | 8:37.99       |
| 12           | Туреччина | Галіл Аккас        | 8:44.70       |
| 13           | Ізраїль   | Італ Маґґіді       | 9:05.02       |